# النا لوپس
النا لوپس (اسپانیایی: Elena López‎؛ زادهٔ ۴ اکتبر ۱۹۹۴) ژیمناست ریتمیک اهل اسپانیا است.